# Зембожиці-Войцеховські
Зембожиці-Войцеховські (пол. Zemborzyce Wojciechowskie) — село в Польщі, у гміні Конопниця Люблінського повіту Люблінського воєводства.
Населення — 378 осіб (2011).

## Демографія
Демографічна структура станом на 31 березня 2011 року:
|          | Загалом | Допрацездатний вік | Працездатний вік | Постпрацездатний вік |
| -------- | ------- | ------------------ | ---------------- | -------------------- |
| Чоловіки | 187     | 37                 | 133              | 17                   |
| Жінки    | 191     | 35                 | 111              | 45                   |
| Разом    | 378     | 72                 | 244              | 62                   |